# Région économique de Bakou
La région économique de Bakou est l'une des quatorze régions économiques de l'Azerbaïdjan. Elle constitue le principal pôle économique du pays.

## Histoire
De 1991 à 2021, Bakou fait partie de la région économique d'Apchéron. La région économique de Bakou est créée par le décret du président de l'Azerbaïdjan du 7 juillet 2021 « sur la nouvelle division des régions économiques de la république d'Azerbaïdjan ».

## Géographie
Elle s'étend à l'extrémité est du pays et s'ouvre sur la mer Caspienne. La superficie totale de la région économique est de 2 140 km2, soit 2,5 % du territoire national. 

## Économie
Elle accueille les principales activités économiques du pays avec le raffinage du pétrole, le commerce international, l'ingénierie, ainsi que les industries chimiques, agro-alimentaires et textiles.